# 蔣偉寧
蔣偉寧（1957年9月2日—），是臺灣土木工程學者、財團法人中大學術基金會董事長。其研究專長為橋梁管理、風險管理、地震工程、模糊邏輯。蔣偉寧曾任國立中央大學土木系教授、系主任、校長和教育部部長。
2012年2月，蔣偉寧接任教育部部長，2014年7月因陷入陳震遠論文審稿造假案而請辭，後遭科技部停權一年。

## 評價
- 前行政院院長陳冲曾以「蔣三快」解說他動作快、講話快和思想也快。[4]

## 新聞事件

### 被質疑監控學生
2012年11月，蔣偉寧擔任教育部長期間，有學生因壹傳媒併購案發起一場反對媒體巨獸（反媒體壟斷運動）的抗議遊行。教育部發電子信件給四區學務中心表示「因台北連日陰雨寒冷，部裡長官關心學生健康，請轉達各校多瞭解、關心學生」，信末附上網路上所公布之37所參與串聯活動之學校名冊。表示「關心參與社會運動學生的健康」。此舉因而引發外界質疑是監控參與學運的學生，之後引起陳為廷立法院備詢事件。
蔣偉寧針對立委質詢「是否對學生的白色恐怖壓力有同理心」時表示，此舉動純粹是發自內心關懷學生為目的，外界不需放大解讀。他也表示尊重學生表達意見之自由，而且肯定學生關心社會公共議題，是教育部一貫基本立場；同時，教育部也關心學生參與社會運動之安全與身體健康。他強調，學校應該要能關懷學生的所有活動，並承諾將全面檢視學校如何與學生互動。蔣偉寧部長並在出席立法院教育文化委員會時作出以下承諾：
1. 於本次會議後由教育部發出新聞稿，對於本次教育部不當之發函，引起參與學生運動的師生及學生家長之心理壓力，願意作出道歉。
2. 將於一週內要求全國各級學校針對「『參與集會遊行』、『鼓動學潮』者記大過處分」等箝制人權及言論自由之校規提出檢討，並要求各級學校在本學期內完成修訂。
3. 下一次若有學生欲向教育部陳述意見、表達需求，會由部長親自接見。

蔣偉寧於2012年12月3日接受立法委員質詢時是否有朋友遭受白色恐怖時表示不知道，引發與會部分委員不滿，蔣解釋是因其朋友沒有遭受恐嚇。又國內學運那段時間剛好赴美讀書，故未能詳知細節。在稍後接受國民黨籍立法委員蔣乃辛質詢時表示：各種對歷史的分析而論，確實在過去有「白色恐怖」的觀察存在。
教育部為此發出部長聲明函，內容如下：
1. 本人原意是要請同仁到現場關懷在寒風中遊行的學生健康，同仁們在現場看到學生穿短袖，因此在11月29日下午發出電子郵件給四區學務中心。因時間延遲、方式有誤，引起社會關注。本部在11月30日下午召開記者會澄清疑慮後，仍引發社會討論。本人12月3日在立法院聽到學生陳述他為此受到來自於家庭的壓力，出於同理心，當場向同學表示歉意。此事件之發生，仍可見整個教育部的團隊運作，有努力改進的空間，未來將不斷學習與精進，使各項教育政策規劃與執行更為妥適周延。
2. 從學生當天在立法院表現來看，可見得學生有些訴求長期未能獲得適當回應，以致有些情緒性的表達。為了尋求更充分與理性的溝通，身為教育者，我會再找機會與學生溝通，聆聽他們的訴求，緩解這次事件對於教育界及社會造成的衝擊，同時企盼對整個事件的省思，能對社會產生正面的效益。個人的受傷事小，但是教育以及社會的斲傷與衝擊事大，各界應共同努力讓社會的傷口儘速復原。
3. 民主社會中必須透過不斷地對話與溝通獲得共識，本人肯定並支持學生參與公共事務。但參與公共事務時，必須理性與平和，唯有理性才能獲得更多尊重與支持，唯有平和才能獲得更大的力量。必須在互相尊重的基礎上，才能彰顯民主的珍貴與價值。[7][8][9][10][11][12]

### 十二年國教免試升學
2014年6月，蔣偉寧推行十二年國教政策，其「免試入學」的理念讓學生不再像過去一樣僅依考試分數的高低競爭升學，而是依照學生的興趣、性向、住家離學校的遠近等因素，填列理想學校的志願分發就學。
由於基北區的入學採計標準引發了許多各界關注，區分為六級分的作文分數高低變成重要的影響因素。又因為免試入學管道傳統第一志願學校僅釋出四分之一的名額招生，引發家長的抗議
。

### 課綱微調
因課綱微調公布，引起各方諸多聲音，因此教育部於2014年1月27日發布新聞稿，並說明教育部說明課綱微調原因。 當天教育部長蔣偉寧說：「這次微調是讓教科書符合中華民國憲法精神，完全沒有去台灣化，去日本化倒是有一點。」

### SAGE撤銷論文事件
2014年7月，時任屏東教育大學資訊科學系副教授的陳震遠，被查出在SAGE Publications網站上登錄上百個假帳號，涉嫌偽造同儕審查，自己審查自己的論文，因而順利刊登在《震動與控制期刊》（JVC）上。賽吉出版公司發現後共撤銷60篇論文，其中5篇論文有教育部長蔣偉寧共同掛名。7月11日蔣偉寧部長召開記者會表示，所涉5篇論文是他指導學生的論文，「絕對是紮紮實實的研究成果」，論文寫完之後交由陳震武投稿，他不知情也未涉入「冒名審查」的事情。當事人陳震遠的雙胞胎弟弟陳震武是蔣偉寧指導的博士班學生，兩兄弟長期合作，可能因此被波及。
2014年7月14日，蔣偉寧召開記者會宣佈已請辭教育部長一職，部長職務由政務次長陳德華暫代。7月15日，英國賽吉出版公司回函澄清有蔣偉寧共同具名的被撤5篇文章，並非抄襲或造假，而是論文審查過程有弊端，有許多共同具名者可能是無辜的當事人。
7月29日，行政院宣佈教育部長由吳思華接任。
2015年2月6日，科技部決議，經查證蔣偉寧並未有自我抄襲之事實，但對於與陳震武教授共同發表的著作，未善盡督導之責，處以停權一年。

## 家庭
蔣偉寧已婚，育有二子

## 外部連結
- 中央大學電子報 橋梁專家－蔣偉寧 （页面存档备份，存于）
- 國立中央大學土木系結構工程組  蔣偉寧教授
- 中央大學新任校長 蔣偉寧代理校長出線
- 國立中央大學校史館介紹蔣偉寧[永久]
- 蔣偉寧Facebook[永久]
- 蔣偉寧推動紫錐花運動
- 十二年國教起跑 蔣偉寧：好學生應該留在社區高中 （页面存档备份，存于）
- 蔣偉寧，如何安家長的心？ （页面存档备份，存于）
- 橋梁專家－蔣偉寧 （页面存档备份，存于）
- 蔣偉寧：好學生應該留在社區高中 （页面存档备份，存于）
- 陳震遠60論文造假 波及教長 （页面存档备份，存于）